# 関口睦介
関口 睦介（せきぐち むつゆき、1963年3月20日 -）は、東京都世田谷区出身の元騎手。

## 来歴
両親は共に中央の馬主であり、全盛期には約70頭の競走馬を所有し、ムツミの冠名で大物馬主として知られた。生産牧場や育成牧場も所有し、父・睦雄は日本馬主協会連合会、東京馬主協会、福島馬主協会の理事なども歴任。
親族には政治家・官僚・医師・弁護士に一部上場企業の取締役なども多く、父方の親戚には元埼玉県知事の畑和、母方の親戚には東京大学名誉教授・工学博士の亘理厚のほか、家系には明治・大正期を代表する英語学者の斎藤秀三郎、桐朋学園の音楽部門創立者で門下に小澤征爾がいる齋藤秀雄などの著名人もいた。
幼少より馬と親しみ、騎手に憧れて育ち、親の反対を押し切って馬事公苑長期騎手課程に31期生として入学し、天間昭一と同期になる。
1982年3月に美浦・梶与四松厩舎からデビューし、同6日の中山第1競走4歳以上300万下・ランデイック（14頭中2着）で初騎乗を果たす。同馬に騎乗した4月3日の中山第1競走4歳以上300万下で初勝利を挙げ、同10日・翌11日の中山では初の2日連続勝利を記録。11日の中山第3競走4歳未勝利・ムツミマリンで中央初となる馬主・騎手の親子での勝利を挙げたほか、天皇賞（秋）が行われた10月31日の東京第1競走3歳未勝利をツルギジョー、有馬記念が行われた12月26日の中山では有馬記念の前の第8競走4歳以上800万下をマツプレスで勝利し、1年目の同年から2桁勝利の14勝をマーク。
2年目の1983年には第1回JRA海外騎乗留学生に選ばれフランス・イギリス・アイルランドを回り、帰国後はロバリアアモンで第3回ジャパンカップが行われた11月27日の東京最終第10競走4歳以上1300万下、12月24日の中山第12競走4歳以上オープンではダスゲニー・ドウカンヤシマ・ハワイアンイメージに勝利。
3年目の1984年には2月11日の中京で初の1日2勝を記録し、1985年には福島戦16勝を挙げるなど3年ぶりの2桁勝利で自己最多の19勝をマーク。
1985年4月29日には同日にシンボリルドルフの天皇賞（春）が控えている野平祐二厩舎のミワクノボレロで福島第4競走4歳未出走を9馬身差圧勝し 、秋は10月13日の福島第2競走3歳新馬でセキノゴッドに騎乗してダイナコスモスの3着、福島記念では野平が管理するノーザンテースト産駒の9歳馬キョクトーシャダイで5着に入った。
野平は自身が「優駿」誌上で日本や海外の名手と騎乗論を語り合ったコラムにゲストとして登場させたほか、関口が引退後に出した著書にも推薦文を送るなど、可愛がっていた。
1986年にはキタノカチドキ産駒カシマアーバンで中京記念2着、オールパシフィックで新潟3歳ステークス5着に入った。
1987年にはフォスタームサシで札幌記念を大差勝ちして自身唯一の重賞勝利を飾り、2年ぶりで最後の2桁勝利となる16勝をマーク。
1988年にはリワードタイラントで新潟記念5着に入り、1989年には福島戦・新潟戦で共に4勝の計8勝をマークし、1989年11月18日の福島第8競走4歳未勝利では14頭中12番人気のイダテンターボで3着に入るが、未出走→未勝利を13回走ったイダテンターボの最高着順となった。
1990年には最年少の日本騎手クラブ理事に就任し、クラブの運営と若手の育成に携わるが、初めて0勝に終わる。
1991年にはマイネルコートで12月1日の中山第4競走3歳新馬を10番人気ながら勝利して馬連4万馬券の波乱を起こし、明けて1992年1月26日の中山第9競走黒竹賞ではサクラバクシンオーにアタマ差勝利。
1992年にはリードワンダー産駒マイネタリアでフラワーカップ4着に入ったほか、8月16日の函館第8競走駒ヶ岳特別を11頭中11番人気のドリームラッシュで逃げ切って馬連4万馬券の波乱を起こすと同時に通算100勝を達成し、夏の函館戦4勝を含む7勝をマーク。
1993年5月1日の東京第6競走4歳未勝利・スラッガークロスが最後の勝利となり、1994年7月17日の新潟第12競走4歳以上500万下・ジングウゼネラル（10頭中4着）を最後に引退。

## 騎手成績
| 通算成績 | 1着 | 2着 | 3着 | 4着以下 | 騎乗回数 | 勝率 | 連対率 |
| -------- | --- | --- | --- | ------- | -------- | ---- | ------ |
| 平地     | 102 | 123 | 117 | 1130    | 1472     | .069 | .153   |
| 障害     | 1   | 1   | 1   | 8       | 11       | .091 | .182   |
| 計       | 103 | 124 | 118 | 1138    | 1483     | .069 | .153   |

主な騎乗馬
- フォスタームサシ（1987年札幌記念）

## 著書
- 「天才騎手がぶちまける勝つ馬の秘密」ポケットブック社、1995年6月1日、ISBN 978-4-34114089-2